# Syngenetisch
Syngenetisch ist ein Begriff der Allgemeinen Geologie und bezeichnet Bildungen, die gleichzeitig mit den umgebenden Gesteinen entstanden sind.
Beispiele sind viele Typen von Lagerstätten, oder auch bestimmte Eiskeile.
Der Gegenbegriff lautet: epigenetisch.